# نرت لرل (مریلند)
نرت لرل (به انگلیسی: North Laurel) شهری در ایالت مریلند کشور ایالات متحده آمریکا است که جمعیت آن در سرشماری سال ۲۰۱۰ میلادی، ۴٬۴۷۴ نفر بوده‌است.